# Crucero negro

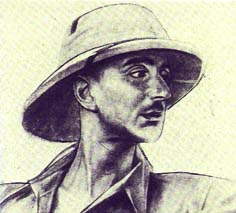
Retrato de Georges-Marie Haardt durante la expedición

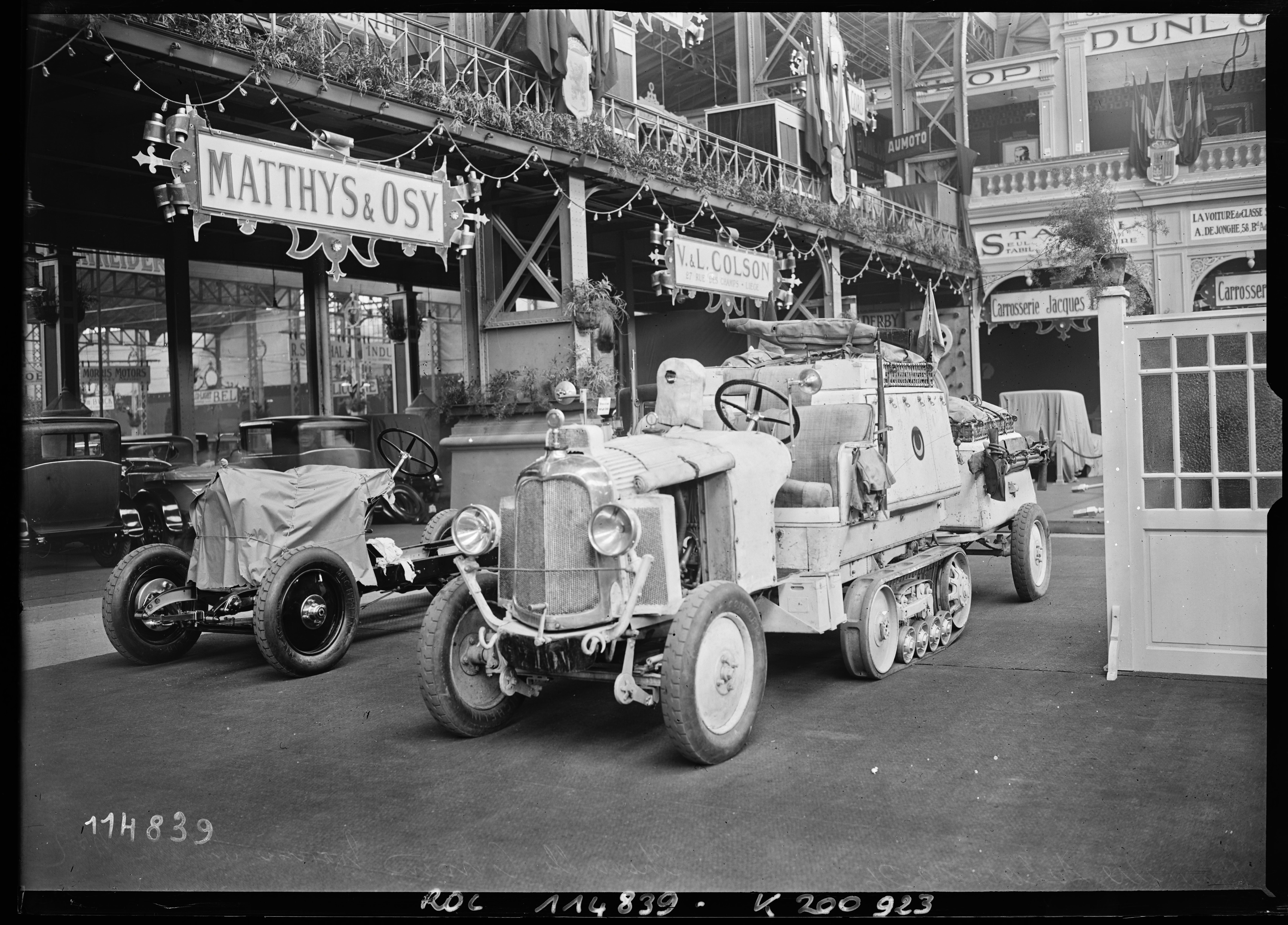
Citroën P4T del crucero negro, en Bruselas en 1926.

El crucero negro (en francés: croisière noire) fue una expedición automovilística que atravesó el continente africano de norte a sur entre el 28 de octubre de 1924 y el 26 de junio de 1925. También llamada «Expedición Citroën Centro África» o incluso «2ª misión Haardt Audouin-Dubreuil», fue creada por André Citroën para promocionar la marca, Citroën, y abrir una línea regular motorizada que cruzara el continente africano.
Más allá del mero aspecto publicitario, también era una expedición de trascendencia política, cultural y científica. El crucero negro compensó así el estancado proyecto ferroviario del «Transahariano»  recurriendo, como señaló André Citroën en 1925, a inversiones más bajas al principio y en un período más corto.

## Contexto

### Primeras expediciones

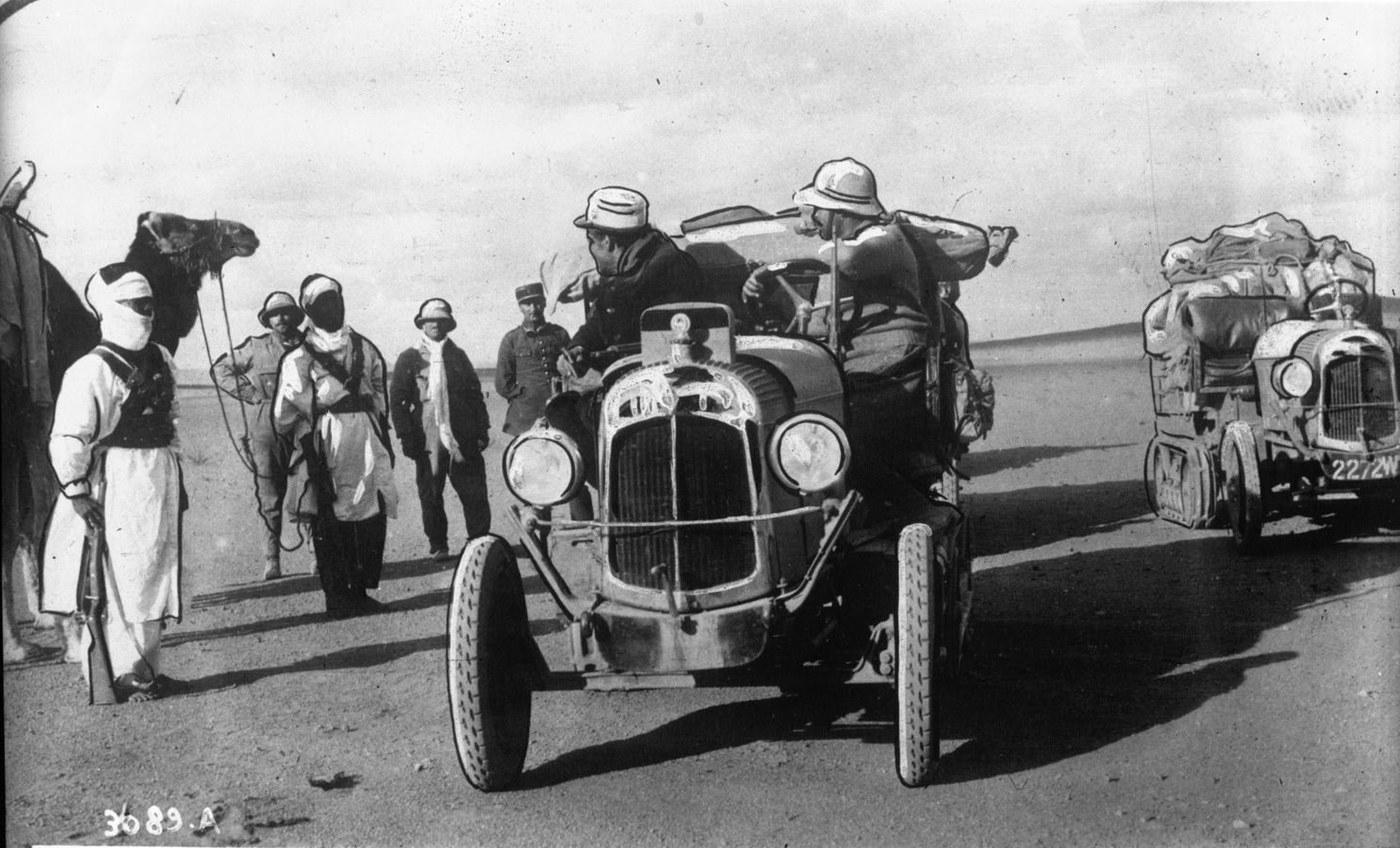
La primera misión Haardt-Dubreuil y sus semiorugas en el Gran Erg Oriental.

Desde finales del siglo XIX, algunos exploradores, como Félix Dubois en 1898, intentaron pruebas de automóviles en África, pero los resultados no fueron concluyentes. Hasta 1922 no se emprendió una gran expedición. La misión de  Georges-Marie Haardt y Louis Audouin-Dubreuil atravesó el Sahara de norte a sur con cinco semioruga Citroën-Kégresse P4T (B2), siguiendo la ruta clásica de las pistas de las caravanas, a finales de 1922-principios de 1923. Georges Estienne que había participado, convenció a su padre, el general Jean Estienne para organizar un nuevo cruce utilizando una nueva ruta más adecuada para el transporte de automóviles. A finales de 1923, la primera misión Gradis, conocida como «Argelia-Níger», cruzó el Sáhara desde Figuig (extremo este de Marruecos ) hasta Savé (actual Benín), a bordo de cuatro semiorugas K1, recorriendo 3600 km. A su llegada, fueron recibidos por André Citroën, su esposa, el ingeniero Adolphe Kégresse y el general Estienne. Al año siguiente, se organizó la segunda misión Gradis , a bordo de vehículos Renault MH, todavía para cruzar el Sáhara, pero por la llamada carretera del «Gran Eje».

### El proyecto y sus objetivos

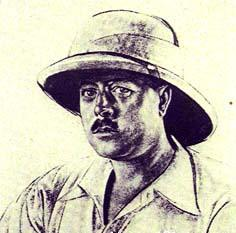
Retrato de Louis Audouin-Dubreuil durante la expedición

Ante los primeros éxitos, algunos quisieron emprender nuevas expediciones. Gaston Doumergue, presidente de la República Francesa, evocó ante André Citroën y Georges Marie Haardt el interés de disponer de una conexión regular entre las colonias africanas y Madagascar, un aislado territorio francés en el océano Índico. A partir de entonces, André Citroën se embarcó en la organización de la primera parte de esa línea regular, la travesía en semiorugas del Sáhara, que uniría a Colomb-Béchar (centro de Argelia) con Tombuctú (centro de Malí), con el fin de preparar un enlace con pasajeros. Sin embargo, esos pasajeros deberían ser lo suficientemente ricos como para poder gastar un poco más de 40 000 francos en ese viaje. A diferencia de la travesía del Sahara, durante la cual el propio André Citroën y su equipo vivaquearon, los viajeros disfrutarían de un gran lujo, alojándose en los grandes hoteles ubicados a lo largo de la ruta y disfrutando de comidas especialmente preparadas para la ocasión. Los automóviles Citroën también se beneficiarán de una importante cobertura mediática.
Además del aspecto turístico de la expedición, el objetivo también era económico. Como explicaba André Citroën, la apertura de una línea motorizada «tiene como objetivo transportar lo más rápido posible al viajero que desea ir, a través del desierto, a la región de Níger donde lo atraen los deportes o los negocios». Además, ciertas declaraciones de André Citroën sugieren que se preguntaba por el alcance humanista de la expedición. En efecto, declaró: «Comprendí [que] la realización [del proyecto] debía dar a este continente inmenso y actualmente privado en tantos lugares, la vida, el bienestar y la alegría que están con el trabajo, la condiciones esenciales para la evolución de los grupos humanos hacia la felicidad». Sin embargo, se trataba de una corriente de pensamiento muy extendida en los países colonizadores, el «humanismo colonial», en particular teorizado por Albert Sarraut .

### Compañía transafricana
Citroën puso a punto una empresa transafricana, inicialmente llamada «CEGETAF» (Compagnie générale transafricaine) y luego «CITRACIT» (Compagnie transafricaine Citroën), contrató especialistas para desarrollar la expedición imaginada y preparó todo un programa de construcción de hoteles. Se organizó una tremenda campaña publicitaria en toda Europa y se distribuyeron muchos folletos en las fábricas de Citroën, desde el quai de Javel. Además, el Citroën 10HP que se utilizó para la travesía del Sáhara, considerado demasiado incómodo para la clientela objetivo, fue reemplazado por un Mors de 15HP, equipado con el sistema Kégresse para las autocadenas o semiorugas.

## Expedición

### Cancelación
Sólo dieciocho meses de preparación precedieron al anuncio de la partida hacia Tombuctú, el 6 de enero de 1924. El general Pétain, el rey de los belgas Alberto I, el gobernador de Argel, Hussein Dey, y sus esposas fueron invitados a unirse a los esposos Citroën en esta expedición. Sin embargo, el 2 de enero de 1924 André Citroën suspendió el proyecto. Las autoridades militares le anunciaron en efecto un riesgo de insurrección armada en el sur del país marroquí, y que no serían capaces de garantizar la seguridad del grupo. Por lo tanto, el gobierno francés retiró toda autorización de paso por el país. Decepcionado, André Citroën liquidó su empresa transafricana y vendió los semiorugas especialmente preparados.
Sin embargo, parece que toda esa historia era solo el resultado de un complot contra Citroën. De hecho, se enteró más tarde por varios viajeros que nunca había habido una rebelión en esa región marroquí. Citroën sospechó entonces de su eterno rival, Louis Renault, quien también anunció, tiempo después de Citroën, una expedición similar, pero con automóviles convencionales de 2x6 ruedas, la segunda misión Gradis que en realidad partió el 14 de noviembre de 1924 del fuerte de la Legión Extranjera de Colomb-Béchar.

### Reanudación
Pero lejos de abatirse ante esta primera decepción, Citroën imaginó un proyecto aún más grande y ambicioso, el de cruzar el continente negro de lado a lado con sus semiorugas. Esta misión, denominada «crucero negro», debía ir mucho más allá de la simple expedición de viajeros adinerados y constituir un verdadero proyecto científico que agrupase a etnólogos, geólogos, meteorólogos, zoólogos, antropólogos, geógrafos y cartógrafos. La expedición sería filmada y fotografiada, pretendiendo ser una expedición real de trascendencia política y cultural.
El nuevo proyecto recibió una acogida favorable por parte de altos funcionarios gubernamentales, como el presidente de la República Francesa. Veía en esta expedición la forma de establecer una conexión entre zonas remotas de África, como Yibuti y Madagascar. Tres importantes instituciones, la Société de géographie, el Museo Nacional de Historia Natural y la subsecretaría de Estado de Aeronáutica, también brindaron su apoyo y asesoramiento en esta aventura científica.

### Aventura africana

#### Participantes
La expedición permitiría a 8 semiorugas Citroën P4T, equipadas con el sistema de propulsión Kégresse-Hinstin  con bandas de rodamiento en caucho, recorrer 20 000 km a través de África. Se diferenciaban sin embargo de los semiorugas de serie por algunas mejoras para adaptarse a los diversos climas del continente africano. En particular, la refrigeración del motor se modificó para soportar el clima tropical. Se añadió un recuperador de vapor colocado encima del radiador y unos elementos laterales dispuestos ligeramente oblicuos bajo la carrocería que duplicaban la superficie de refrigeración. La transmisión ahora era de seis velocidades en lugar de las tres normales y el diferencial tenía un bloqueo, como la tracción en las cuatro ruedas. Finalmente, la distancia al suelo se incrementó en unos 2 cm.
La misión, compuesta por 17 miembros, estaba encabezada por Georges-Marie Haardt con Louis Audouin-Dubreuil  como adjunto. También se incorporaron, para la parte cinematográfica, Léon Poirier, y Georges Specht, operador, Eugène Bergognier, antiguo profesor de la Escuela de Medicina de África Occidental, Charles Brull para la mineralogía y geología y finalmente el pintor Alexandre Iacovleff .
Los participantes de la expedición dieron muestras de una cierta imaginación . De hecho, cada semioruga tenía un apodo: el Escarabajo Dorado (Scarabée d'or) para la de G.-M. Haardt y el Cruasán Plateado (Croissant d'argent) la de L. Audouin-Dubreuil son las más conocidas. Pero esas denominaciones no carecían de sentido. Los emblemas estaban pintados en los laterales de los coches y en los remolques para evitar errores de acoplamiento. Las ocho semiorugas se dividieron en dos grupos. El primer grupo reunía al Escarabajo Dorado, que transportaba los mapas, armas y documentos, el Elefante en la Torre (L'éléphant à la tour), que tenía a bordo los archivos y la tesorería, El caracol alado (L'escargot ailé) y el Sol en marcha (Soleil en marche) eran los dos coches del cine. El segundo grupo incluía al Cruasán Plateado, que era conducido por el mecánico jefe Maurice Penand, la Paloma ( Colombe) que transportaba equipos y suministros médicos, el Centauro (Centaure) y finalmente el Pegaso (Pégase), un coche escoba que transportaba repuestos.
Partieron de Colomb-Bécharel 28 de octubre de 1924, y Georges-Marie Haardt y sus compañeros atravesaron Argelia, Níger, Chad, Oubangui-Chari y el Congo Belga. Abrir una ruta motorizada en este continente no era lo más fácil, ya que había que atravesar el desierto, la sabana, los pantanos, cuyo recorrido aún no estaba mapeado. Sin embargo, a las semiorugas de Citroën les fue muy bien, lo que benefició la reputación de la marca.

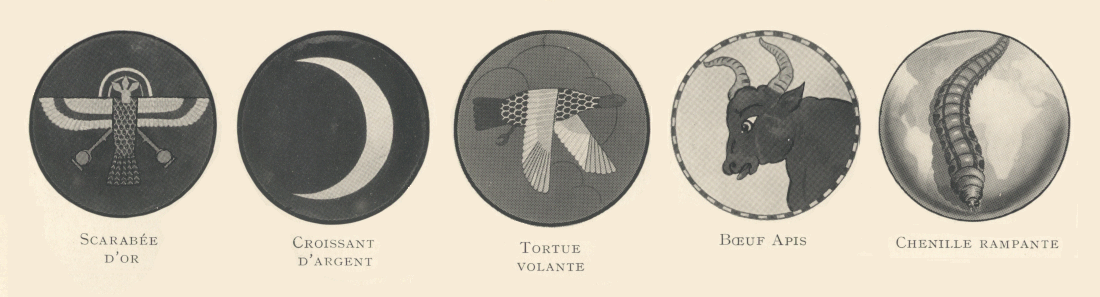
Los logos dibujados en los semiorugas para distinguirlos.

#### Desarrollo

Itinerario del crucero negro

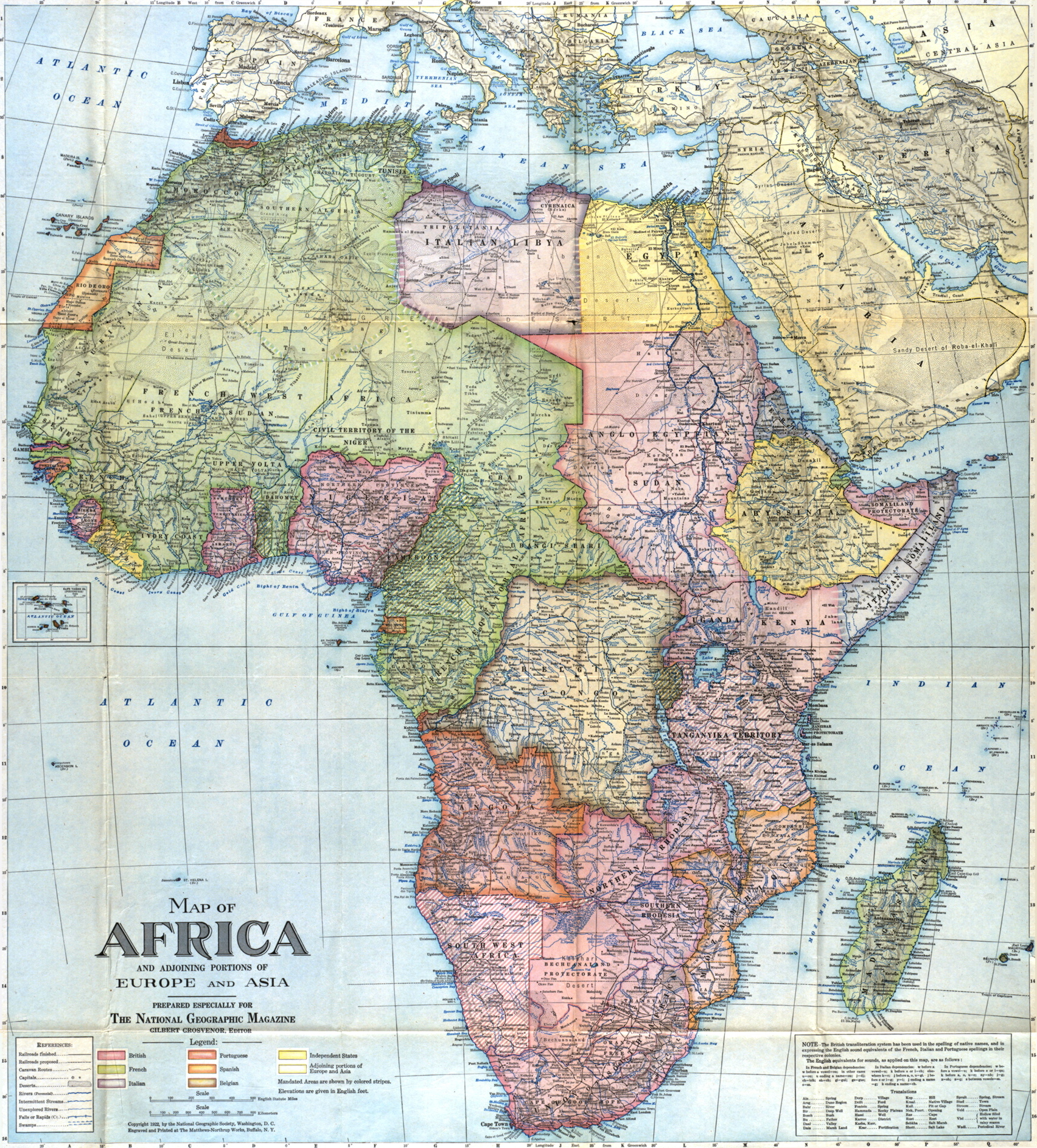
IMapa de África de 1922

Las semiorugas de Citroën cruzaron sin dificultad el desierto, por lo que la expedición avanzó rápidamente en el Sahara y llegó al Níger el 19 de noviembre de 1924 La información sobre la presencia de una expedición en el continente se difundió rápidamente. A su llegada a Niamey, Citroën y sus acompañantes fueron recibidos por una numerosa tropa de jinetes y camelleros, algunos de los cuales habían realizado largos viajes para encontrarse con esta increíble expedición y sus vehículos motorizados. Las distancias recorridas diariamente fueron importantes y el 1 de diciembre el equipo ya llegó a Tessaoua, donde les esperaba el sultán Barmou. Este último era famoso en la región por su harén de 100 mujeres.
Las primeras dificultades surgieron después de esa fecha. Los caminos transitables para los coches Citroën eran extremadamente raros, tanto que la expedición tuvo que trazar sus propias pistas, cortando a machete hierbas de más de dos metros de altura. Hasta el 18 de diciembre la expedición no abandonó esa difícil zona. En Navidad, la expedición consiguió llegar a Fort-Lamy, capital del África Ecuatorial Francesa. Se quedan allí hasta el 3 de enero de 1925, momento de pasar el nuevo año y prepararse para iniciar un difícil trayecto para su expedición. De hecho, ahora se dirigían hacia regiones más hostiles donde vivían «mujeres de plato labial» y «hombres leopardo», famosos por sus sacrificios humanos. Sin embargo, ese era un aspecto que a veces se califica de «publicitario» para la expedición.
Después de haber recorrido casi 9000 km en poco menos de 5 meses, la expedición hizo una escala de 11 días en  Stanleyville antes de dirigirse a Kampala. A partir de ahí, se separaron en cuatro grupos, cada uno equipado con dos coches, para llegar por rutas diferentes al océano Índico y Tananarive, en la isla de Madagascar. Así, el equipo de Audouin-Dubreuil se dirigió hacia Mombasa, el comandante Bettemboug hacia Dar es Salaam, Charles Brull hacia Ciudad del Cabo y finalmente Haardt atravesó Mozambique. Este último camino era considerado el más peligroso e impracticable según las autoridades inglesas. Tras recorrer cerca de 28 000 km en esa «increíble aventura», la expedición finalizó el  26 de junio de 1925.

### Cocina
Por ambiciosa y arriesgada que fuese la aventura, la cocina no se podía descuidar. André Citroën y G.-M. Haardt sabían por experiencia propia lo importante que era esa dimensión del viaje, por lo que hicieron todo lo posible para garantizar que los miembros de la expedición se beneficiasen de las mejores condiciones posibles en la zona. Todos los esfuerzos fueron encaminados a proporcionar comidas completas y diversificadas fuesen cuales fuesen las condiciones del viaje y los caprichos del camino. Sin embargo, Yves Gauffreteau, el cocinero de la expedición debió adaptarse al contexto cultural en el que vivieron y componer comidas con un suministro a veces incierto de alimentos frescos. Además, sus platos debían ser realizables en los «bords de routes».

## Regreso

### Influencia cultural y científica
Los participantes de la expedición no regresaron hasta el otoño de 1925 a París, donde fueron recibidos triunfalmente por la población francesa. Se organizan varias exposiciones, en particular en el Museo del Louvre, para permitir a los visitantes descubrir las semiorugas, así como los diversos objetos recogidos por la expedición. Desde un punto de vista científico, también fue un éxito. Se recogieron así 300 planchas botánicas, 15  libros de bocetos y muestras de más de 300 mamíferos, 800 aves y 1500 insectos, en su mayoría nunca inventariados.
El crucero negro también se había fijado un objetivo fotográfico de orden etnográfico apoyado por la Société de géographie. Esta última explica así que se trata de «la tarea más urgente que incumbe en la actualidad a todo viajero, constatar por todos los medios posibles, en particular mediante la fotografía y el cine, los tipos y modos antropológicos». Así, se expusieron 27 km de película y se revelaron 6000 fotografías realizadas, pero muchas veces la puesta en escena de los reportajes se prefirió a la vertiente científica. Fue gracias a esos archivos que Léon Poirier pudo realizar la película muda de la expedición, con una duración de 70 minutos, que se estrenó el 2 de marzo de 1926. A menudo descrita de la siguiente manera, la película permite a los viajeros imaginarios descubrir las bellezas del Imperio francés. Esta película fue un gran éxito, al igual que la expedición en su conjunto. Esta última, cuyo coste inicial fue de 100 000 libras, tuvo tales repercusiones, especialmente para los coches Citroën, que la inversión se amortizó rápidamente.
Léon Poirier: 1884-1968, director entre otros de Jocelyn, según Lamartine y La Brière en 1924, Brazza ou l'épopée du Congo en 1940.

### Aspecto político
El crucero negro  fue políticamente notable por vincular diferentes territorios bajo jurisdicciones muy diferentes. Llevados por un espíritu decididamente colonizador, los países europeos y, en particular, Francia, estaban encantados de poder salvar esta barrera natural entre las dos partes del Imperio colonial francés, tanto estratégica como administrativa, que constituía el desierto del Sáhara. El Estado francés también veía en el crucero negro la posibilidad de proseguir su proyecto político, invirtiendo al mismo tiempo en empresas privadas. Conseguida así la travesía del Sáhara, el Imperio francés quería así estar más unido y estable, propagándose en las metrópolis la imagen de un imperio coherente.
Desarrollando un enlace, el Estado francés veía finalmente la posibilidad de competir con los británicos, «haciéndoles tomar prestados a su vez los servicios de los enlaces franceses para ir al norte de Nigeria». El crucero negro permitió al imperio francés demostrar su superioridad técnica frente a las dificultades que presentaba el continente africano, en un momento en que éste buscaba precisamente soluciones más técnicas que militares para soldar el imperio.
No obstante, algunos dirán que el Imperio colonial francés utilizaba la imaginación producida por el crucero negro, luego por el crucero amarillo, algunos años más tarde, para mostrar su capacidad de conquistar el mundo.